# Rendszerigazolás
A rendszerigazolás elmélete egyike azoknak a szociálpszichológiai elméleteknek, melyek az embert igazoló, igazoláskereső lénynek láttatják.
A Jost és Banaji által 1994-ben kidolgozott elmélet kiindulópontja, hogy az emberek a körülöttük lévő világot igazságosnak szeretnék látni, és ezt a vágyukat terjesztik ki a társadalmi, politikai és gazdasági viszonyokra is (Jost és Hunyady, 2002, idézi Berkics, 2008). Természetesen a szociális status quo fenntartására irányuló motiváció nagyban függ az egyéni jellemzőktől és a szituációtól. A rendszerigazolás kényelmes választ kínálhat számos társadalmi probléma fennállására. Például egy rendszerigazolásra hajlamos személy a társadalom élén állókról a sikeres, keményen dolgozó ember, a társadalom legalján elhelyezkedőkről pedig a lusta, beszámíthatatlan ember sztereotípiáját alakíthatja ki.

## A kognitív disszonancia szerepe a rendszerigazolásban
A Leon Festinger által először 1957-ben leírt kognitív disszonancia jelenségének lényege, hogy az emberek általában szeretnek önmagukra, mint koherensen és következetesen cselekvő egyénekre gondolni (Festinger, 1957, idézi Smith, Mackie és Claypool, 2016).  Ha azt tapasztalják, hogy cselekvéseik és önmagukról alkotott képük között össze nem illés van, kellemetlenül fogják érezni magukat, s változtatni szeretnének a helyzeten. Ezt azonban sokszor nem a viselkedésük, hanem az attitűdjeik módosításával érik el. Hasonló dinamika játszik szerepet a rendszerigazolásban is; a körülöttünk lévő világot, ugyanúgy, mint önmagunkat, szeretjük következetesnek és igazságosnak látni; így amikor a valóságban ennek ellenkezőjét tapasztaljuk, hajlamosak vagyunk az attitűdjeinket és véleményünket olyan irányba megváltoztatni, hogy az igazságos világról alkotott képünk mégis fent maradhasson.

## Az igazságos világba vetett hit teória szerepe a rendszerigazolásban
Az igazságos világba vetett hit, egy kognitív torzítás, mely egy olyan tendenciát eredményezz, mely szerint konzekvenciákat tulajdonítunk vagy várunk el egy meghatározatlan hatalomtól, mely a morális egyensúly megóvásáért felelős. Ez a teória azt magyarázza meg, hogy az emberek alapvetően hajlamosak a világot igazságosnak látni, és a kimenetele az emberek viselkedésének megérdemelt. Az ideológiák, amik kapcsolódnak az igazságos világban vetett hittel, fenntartanak egy egyfajta személyes kontroll látszatát saját életünk felett. Lényegében az igazságos világba vetett hit a kiszámíthatóság, a rend, és a stabilitás iránti vágyunk szükségletét elégíti ki. Ennek következtében, a személyes kontroll érzetének fenntartása motiválja az embereket a körülöttünk lévő világban tapasztalható egyenlőtlenségek elfogadására.

## A rendszerigazolás Magyarországon
Magyarországon és a többi volt szocialista országban az 1989-1990-es rendszerváltás alapjaiban változtatta meg mind a társadalmi – gazdasági – politikai viszonyokat, mind az emberek nézeteit, sztereotípiáit, attitűdjeit. A szocialista társadalmi rendszert felváltotta a piacgazdaság ezzel az egyenlőség és az együttműködés – egyébként soha meg nem valósuló – elvét a versengés és teljesítmény váltotta fel. A piacgazdaság azonban a várt szabadságjogok mellett egyenlőtlenségeket is hozott magával. Ez a tény igazolja annak a kérdésnek a feltevését, hogy az említett országokban mennyire van jelen a rendszerigazolás. Több kutatás kimutatta, hogy Magyarországon nem hisznek a jelenlegi társadalmi – gazdasági – politikai rendszer igazságosságában. Magyarországon szokatlanul erőtlennek minősítik a rendszerigazolás jelentkezését, és kirívóan túlnyomónak találják a rendszerrel szembeni kritikai atmoszférát (Cichocka–Jost, 2014). Ezt valamiféle posztkommunista utóhatásnak tekintik, amely egyfelől beágyazódik a lokális panaszkultúrába, másfelől tanult tehetetlenségre vezet politikai téren. Nem vitás, hogy az úgynevezett kommunizmus mély és ellentmondásos nyomokat hagyott a régió társadalmaiban, próbára tette a régió lakóinak életképességét és tartását. Többek között olyan felejthetetlen eredménnyel, mint a nagyhatalmi alkuk ellenére fellobbanó és a világ közvéleményét újrahangoló magyar 56, vagy a bolsevik uralom alapjait munkásmozgalmi eszközökkel és szívóssággal kikezdő lengyel Szolidaritás. (Ezek kezdeményező ereje, emberi tétje, morális alapja épp oly megkérdőjelezhetetlen, mint az amerikai demokrácia dicsősége, a vietnámi háború elleni korszakos fellépés.) A rendszerigazolási elmélet érvényesülését és érvényességét vizsgálva természetesen kitüntetett figyelmet érdemelnek a régiók közelebbi s távolabbi történeti sajátosságai. Az elmélet mondanivalója egyetemes, szisztematikusan gyűjtött tapasztalati alapja a haladott világra terjed ki, gondolati fogantatása ideje és helye az ezredforduló Amerikája: egy gazdasági húzóerőt képviselő, világháborúkban próbált, szuperhatalmi pozíciót élvező sikeres társadalom öntudatával és összefogásával szembesül és szembesít (legalábbis így volt ez az ezredforduló évtizedeiben). Az ezredforduló Magyarországán merőben mások a történeti premisszák.